# Барези, Франко
Фра́нко Баре́зи (итал. Franco Baresi; род. 8 мая 1960, Травальято, Ломбардия) — итальянский футболист и футбольный тренер. Всю свою карьеру в качестве игрока провёл в итальянском клубе «Милан». Ныне — почётный вице-президент «Милана».
Является младшим братом другого футболиста — Джузеппе Барези, который большую часть своей карьеры выступал за соперника «Милана» — «Интернационале».
Франко Барези — один из семи футболистов — обладателей полного комплекта наград чемпионатов мира (золото в 1982, бронза в 1990 и серебро в 1994 годах).
Франко забил самое большое количество автоголов в истории футбола. На его счету их 13.

## Карьера

### Клубная
В детстве Барези являлся болельщиком «Интера», однако в отличие от своего брата Джузеппе не был в него принят. Вероятно, на этом карьера Франко могла бы закончиться даже не начавшись, но внимание на юного футболиста обратил Итало Гальбьяти, работавший в структуре «Милана». Именно благодаря ему Барези оказался в стане «россонери».
В 1977 году он дебютировал в составе «Милана», проведя до конца сезона лишь три матча. Уже в следующем сезоне Барези стал игроком основного состава клуба, который впервые за 11 лет сумел выиграть Серию А. В начале 1980-х годов клуб несколько раз оказывался в Серии В, но Франко, имея предложения от других команд сохранил верность миланскому клубу, чем заслужил уважение болельщиков. В 1982 году молодой защитник стал капитаном «Милана». В скором времени Барези, а также его партнёрам по обороне Паоло Мальдини, Алессандро Костакурте и Мауро Тассотти удалось составить одну из лучших связок защитников за всю историю футбола. «Милан» в этот период переживал один из лучших периодов в своей истории, регулярно завоёвывая трофеи, в том числе трижды — Кубок европейских чемпионов. Всего за «Милан» Барези выступал на протяжении 21 сезона, став одной из легенд клуба. Также он один из немногих футболистов, проведших всю свою игровую карьеру в одном клубе, за который сыграл 719 игр и забил 31 гол. Игровой номер Барези (всю карьеру он выступал под 6 номером) был выведен из клубного обращения и навсегда закреплён за ним. Решение завершить игровую карьеру он принял в 1997 году в возрасте 37 лет.

### Международная
В сборной Италии Франко дебютировал в 1980 году и провёл в её составе 81 матч (из которых 31 — в качестве капитана команды) и забил один гол. На Евро-1980 и чемпионате мира 1982 он на поле не появлялся, зато на остальных турнирах был одним из лидеров команды.
На домашнем для итальянцев чемпионате мира команда дошла до полуфинала, не пропустив при этом ни одного гола, но уступила аргентинцам место в финале, довольствуясь только «бронзой». Франко по итогам турнира был включён в символическую сборную. Через четыре года итальянцы дошли до финала «мундиаля», но в решающем матче в серии пенальти уступили бразильцам, при этом первый удар наносил Барези и отправил мяч выше ворот. Этот матч стал последним для него в национальной сборной.

## Статистика выступлений

### Клубная
| Клуб             | Сезон            | Чемпионат | Чемпионат | Кубок | Кубок | Еврокубки | Еврокубки | Прочие | Прочие | Всего | Всего |
| Клуб             | Сезон            | Игры      | Голы      | Игры  | Голы  | Игры      | Голы      | Игры   | Голы   | Игры  | Голы  |
| ---------------- | ---------------- | --------- | --------- | ----- | ----- | --------- | --------- | ------ | ------ | ----- | ----- |
| Милан            | 1977/78          | 1         | 0         | 2     | 0     | -         | -         | -      | -      | 3     | 0     |
| Милан            | 1978/79          | 30        | 0         | 4     | 0     | 6         | 0         | -      | -      | 40    | 0     |
| Милан            | 1979/80          | 28        | 0         | 6     | 0     | 1         | 0         | -      | -      | 35    | 0     |
| Милан            | 1980/81          | 31        | 0         | 4     | 1     | 0         | 0         | -      | -      | 35    | 1     |
| Милан            | 1981/82          | 18        | 2         | 4     | 0     | -         | -         | 3      | 2      | 25    | 4     |
| Милан            | 1982/83          | 30        | 4         | 9     | 2     | -         | -         | -      | -      | 39    | 6     |
| Милан            | 1983/84          | 21        | 3         | 9     | 2     | -         | -         | -      | -      | 30    | 5     |
| Милан            | 1984/85          | 26        | 0         | 10    | 0     | -         | -         | -      | -      | 36    | 0     |
| Милан            | 1985/86          | 20        | 0         | 4     | 0     | 3         | 0         | 3      | 0      | 30    | 0     |
| Милан            | 1986/87          | 29        | 2         | 6     | 3     | -         | -         | -      | -      | 35    | 5     |
| Милан            | 1987/88          | 27        | 1         | 6     | 0     | 3         | 0         | -      | -      | 36    | 1     |
| Милан            | 1988/89          | 33        | 2         | 8     | 2     | 8         | 0         | 1      | 0      | 50    | 4     |
| Милан            | 1989/90          | 30        | 1         | 7     | 4     | 8         | 0         | 1      | 0      | 46    | 5     |
| Милан            | 1990/91          | 31        | 0         | 1     | 0     | 5         | 0         | 1      | 0      | 38    | 0     |
| Милан            | 1991/92          | 33        | 0         | 6     | 1     | -         | -         | -      | -      | 39    | 1     |
| Милан            | 1992/93          | 29        | 0         | 7     | 0     | 8         | 0         | 1      | 0      | 45    | 0     |
| Милан            | 1993/94          | 31        | 0         | -     | -     | 11        | 0         | 2      | 0      | 44    | 0     |
| Милан            | 1994/95          | 28        | 0         | -     | -     | 13        | 0         | 2      | 0      | 43    | 0     |
| Милан            | 1995/96          | 30        | 1         | 3     | 0     | 7         | 0         | -      | -      | 40    | 1     |
| Милан            | 1996/97          | 26        | 0         | 1     | 0     | 2         | 0         | 1      | 0      | 30    | 1     |
| Всего за карьеру | Всего за карьеру | 532       | 16        | 97    | 15    | 75        | 0         | 15     | 2      | 719   | 31    |

### В сборной
| Италия |       |    |   |
| 1982   | 1     | 0  |   |
| 1983   | 3     | 0  |   |
| 1984   | 5     | 0  |   |
| 1985   |       |    |   |
| 1986   | 3     | 0  |   |
| 1987   | 5     | 0  |   |
| 1988   | 11    | 1  |   |
| 1989   | 10    | 0  |   |
| 1990   | 11    | 0  |   |
| 1991   | 9     | 0  |   |
| 1992   | 7     | 0  |   |
| 1993   | 7     | 0  |   |
| 1994   | 9     | 0  |   |
| Всего  | Всего | 81 | 1 |

## Достижения

### Командные
«Милан»
- Чемпион Италии (6): 1978/79, 1987/88, 1991/92, 1992/93, 1993/94, 1995/96
- Обладатель Суперкубка Италии (4): 1988, 1992, 1993, 1994
- Победитель Кубка Европейских чемпионов/Лиги чемпионов УЕФА (3): 1988/89, 1989/90, 1993/94
- Обладатель Суперкубка Европы (3): 1989, 1990, 1994
- Обладатель Межконтинентального кубка (2): 1989, 1990

Сборная Италии
- Чемпион мира: 1982
- Вице-чемпион мира: 1994
- Бронзовый призёр чемпионата мира: 1990
- Бронзовый призёр чемпионата Европы: 1988

### Личные
- Входит в символическую сборную чемпионата мира: 1990
- Входит в список ФИФА 100
- Номинант на Золотой мяч (France Football): 1989
- Лауреат премии Гаэтано Ширеа: 1994
- Футболист года в Италии по версии Guerin Sportivo: 1990
- Golden Foot: 2012 (в номинации «Легенды футбола»)
- Введён в Зал славы итальянского футбола: 2013
- Включён в список величайших футболистов XX века по версии World Soccer
- Введён в зал славы клуба «Милан»

## Семья
Брат Франко, Джузеппе Барези, долгие годы был капитаном «Интера».